# Marromeu
Marromeu és un municipi de Moçambic, situat a la província de Sofala, als marges del riu Zambeze. En 2007 comptava amb una població de 39.409 habitants. Està prop de la Reserva de Búfals de Marromeu i té una estació de ferrocarril.